# Embühren
Embühren er en kommune og en by i det nordlige Tyskland, beliggende i Amt Jevenstedt i den sydlige del af Kreis Rendsborg-Egernførde. Kreis Rendsborg-Egernførde ligger i den centrale del af delstaten Slesvig-Holsten.

## Geografi
Kommunen er omgivet af Breiholz i Amt Hohner Harde, Haale, Hamweddel og Brinjahe i Amt Jevenstedt samt Nienborstel der er en del af Amt Mittelholstein.